# Tugułym
Tugułym (ros. Тугулым) – osiedle typu miejskiego w Rosji, w obwodzie swierdłowskim, ośrodek administracyjny rejonu tugułymskiego. W 2010 liczyło 6001 mieszkańców.